# 위험한 사돈
《위험한 사돈》(영어: The In-Laws)은 미국에서 제작된 앤드루 플레밍 감독의 2003년 액션 코미디 영화이다. 마이클 더글러스, 앨버트 브룩스, 로빈 터니, 라이언 레이놀즈, 캔디스 버건 등이 출연하였고, 빌 거버 등이 제작에 참여하였다.

## 줄거리
유순한 성격의 족병 전문의 제리는 딸 멀리사가 마크와 결혼하게 되면서 예비 사돈 스티브를 만난다. 스티브는 사실 중앙정보국 첩보원이었고, 제리는 얼떨결에 무기 밀매상을 잡는 기밀 작전에 강제로 동참하게 된다.

## 출연
- 마이클 더글러스 - 스티브 터바이어스 역
- 앨버트 브룩스 - 제리 파이저 역
- 로빈 터니 - 앤절라 해리스 역
- 라이언 레이놀즈 - 마크 터바이어스 역
- 캔디스 버건 - 주디 터바이어스  역
- 린지 슬론 - 멀리사 파이저 역
- 데이비드 수셰이 - 장피에르 티보두 역
- 보이드 뱅크스 - 환자 역
- 태머라 고스키
- 크리스틴 체노웨스

## 기타 제작진
- 공동 제작: 데이비드 코츠워스
- 배역: 팸 딕슨
- 미술: 앤드루 매캘파인
- 의상: 데버라 에버턴

## 우리말 녹음
| SBS 성우진 (2005년 5월 14일) - 박일 - 스티브(마이클 더글러스) - 이철용 - 제리(앨버트 브룩스) - 강구한 - 장피에르(데이비드 수셰이) - 표영재 - 마크(라이언 레이놀즈) - 소연 - 멀리사(린지 슬론) - 윤소라 - 주디(캔디스 버건) - 배정미 - 앤절라(로빈 터니) - 안장혁 - 허친스(러셀 엔드루스) - 정승욱 - 손(리처드 워) - 정남 - 캐서린(마리아 리코사) - 정현경 - 글로리아(에미 레이번) - 임진응 - 환자(보이드 뱅크스) - 김래환 - 학생(에런 에이브럼스) | SBS 스태프 - 타이틀그래픽 - 이승호 - CG - 이혜영 - 녹음 - 오승훈 - 종합편집 - 현준철 - CM운행 - 백광제 - CM편집 - 김양현 - 번역 - 이진영 - 연출 - 배숙현 |  |